# Vụ tấn công ở Westminster 2017
Vào ngày 22 tháng 3 năm 2017, một cuộc tấn công khủng bố xảy ra ở Anh, trên cầu Westminster, tại quảng trường Nghị viện và trong khuôn viên của cung điện Westminster, ở trung tâm Luân Đôn. Một chiếc xe Hyundai được lái vào một đám đông đang đi trên cầu gần cổng cung điện, và một nhân viên cảnh sát bị đâm chết. Kẻ tấn công vào cảnh sát viên sau đó bị các nhân viên cảnh sát khác bắn chết. Tổng cộng 5 người, trong đó có ba người đi bộ trên cầu, một vị cảnh sát bị đâm và kẻ tấn công được xác nhận là đã bị thiệt mạng.
ISIL Sau đó tuyên bố chịu trách nhiệm cho vụ này.

## Vụ tấn công
Vào khoảng 14 giờ 40 GMT ngày 22 tháng 3 năm 2017, một cá nhân lái chiếc xe Hyundai màu xám tông lên trên cầu Westminster vào người đi bộ (bao gồm cả ba nhân viên cảnh sát), gây ra nhiều thương vong. Một trong số những người bị thương, một phụ nữ, hoặc nhảy hoặc ngã qua các lan can ở bên cạnh cây cầu rơi xuống sông Thames ở bên dưới, và bị chấn thương nghiêm trọng từ cú rơi này. Chiếc xe tiếp tục chạy và va vào hàng rào bên ngoài Nhà Quốc hội. Cá nhân kẻ tấn công, một người đàn ông mặc quần áo màu đen, ra khỏi xe và bước vào sân của Tòa nhà New Palace Yard gần đó, nơi anh ta đâm Keith Palmer, một nhân viên cảnh sát không mang vũ trang, bằng một con dao. Sau khi cảnh báo thủ phạm, hai cảnh sát vũ trang mặc thường phục đã bắn kẻ tấn công bốn lần. Trong khi những người khác chạy đi, Nghị sĩ Quốc hội và Bộ trưởng phụ trách Quốc hội của Hạ viện Tobias Ellwood đã cố gắng làm tỉnh lại cảnh sát viên bị đâm và chận không cho máu chảy ra, trong khi chờ đợi những người cấp cứu tới, nhưng ông ta đã chết vì mất máu nhiều quá. Cả kẻ tấn công đã chết vì thương tích quá nặng, mặc dù có những nỗ lực cứu sống anh ta..
Đây là cuộc tấn công lớn đầu tiên xảy ra ở London kể từ vụ đánh bom ngày 7 tháng 7 năm 2005.

## Nạn nhân
| Quốc tịch          | Tử vong | Bị thương |
| ------------------ | ------- | --------- |
| Vương quốc Anh     | 3*      | 12        |
| Hoa Kỳ             | 1       | 1         |
| Úc                 | 0       | 1         |
| Trung Quốc         | 0       | 1         |
| Pháp               | 0       | 3         |
| Hy Lạp             | 0       | 2         |
| Ý                  | 0       | 2         |
| Ireland            | 0       | 1         |
| Ba Lan             | 0       | 1         |
| Bồ Đào Nha         | 0       | 1         |
| Romania            | 0       | 2         |
| Hàn Quốc           | 0       | 5         |
| Chưa xác minh      | 0       | 8         |
| Tổng               | 4*      | ~40       |
| *Bao gồm phạm nhân |         |           |

5 người bị giết sau vụ tấn công, bao gồm cả nghi phạm.

## Phản ứng
Mức độ đe dọa của khủng bố đối với Anh Quốc được liệt kê ở mức nghiêm trọng, có nghĩa là một cuộc tấn công rất có khả năng xảy ra. Ngay sau vụ việc, cảnh sát vũ trang bổ sung đã đến. Một máy bay trực thăng cứu thương đã đến hiện trường và những người của dịch vụ khẩn cấp cố gắng hồi sinh kẻ tấn công, mà bị bắn ít nhất một lần ở bên trái ngực..
Sau khi vụ việc xảy ra, Quốc hội bị đình chỉ và các nghị sĩ được giữ trong phòng tranh luận chung để phòng ngừa, và nhân viên quốc hội khác được thông báo ở lại trong văn phòng của họ. Tất cả sau đó đã được sơ tán tới Tu viện Westminster. Thủ tướng Chính phủ, Theresa May, được di tản nhanh chóng sơ về Downing Street 10. Ủy ban khẩn cấp của chính phủ Anh đã họp mặt để đáp ứng với cuộc tấn công.
Lúc 23:00 vào ngày 22 tháng 3, cảnh sát West Midlands đột kích một căn hộ ở Birmingham. Một nhân chứng cho biết, đó là nhà của thủ phạm của vụ tấn công. Ba người bị bắt giữ.

## Thủ phạm
Kẻ tấn công được nhận diện bởi cảnh sát là Khalid Masood, sinh ra ở Kent, Anh Quốc, 52 tuổi  Ông ta có tên lúc sinh ra là Adrian Elms, một giáo viên tiếng Anh, có ba người con và đã đổi sang đạo Hồi giáo khi ở trong tù, gần đây hầu như sống ở vùng Tây Midlands.. Ông ta có một loạt các tiền án vì tội hành hung, sở hữu các loại vũ khí tấn công và vi phạm trật tự công cộng vào năm 1983. Ông ta, tuy nhiên, không bị kết án về bất kỳ hành vi phạm tội khủng bố.
Động lực cho cuộc tấn công được nhà chức trách cho là vì chủ nghĩa Hồi giáo cực đoan, mặc dù Bộ trưởng Nội vụ Amber Rudd tỏ ý nghi ngờ là Masood có liên kết với ISIL. Mặc dù vậy, vào ngày 23 Tháng 3 Thông tấn xã Amaq liên kết với ISIL công bố kẻ tấn công là "một người lính của Nhà nước Hồi giáo, thực hiện hoạt động này để đáp ứng với các lời kêu gọi tấn công người dân của các quốc gia liên minh" và tuyên bố chịu trách nhiệm cho vụ tấn công. Các nhà phân tích cho là tuyên bố này là một nỗ lực của ISIL để che giấu những thất thoát của mình ở Iraq và Syria, nhận định thêm là, thiếu thông tin tiểu sử của kẻ tấn công và thiếu chi tiết cụ thể về vụ tấn công cho thấy ISIL không trực tiếp tham gia vào vụ này.